# マリア・エウヘニア・スアレス
マリア・エウヘニア・スアレス・リベイロ（María Eugenia Suárez Riveiro　1992年3月9日)は、アルゼンチンの女優、モデル、歌手。

## 出生と私生活
スアレスはブエノスアイレスで、父ギジェルモ・スアレスと母マルセラ・リベイロ・ミツモリとの間に生まれた。彼女には兄のアグスティン・スアレスがいる。母方の祖母ミツモリ・マルタはアルゼンチン生まれの日系人である。スアレスのいとこが日本の高知県に住んでいる。
学童期に彼女は中学3年生までInstituto Corazón de Maríaに通い（留年して）、ESBA Barrio Norteで中等教育を修了した。中学1年(7th grade)の時だけはパレルモ (ブエノスアイレス)にある別の学校にも通っていた。当時から彼女は有名でテレビで働いていたので、スアレスは中学時代にいじめを受けて悩んでいたことをテレビで告白したことがある。
2013年7月、スアレスは俳優ニコラス・カブレを父親に娘ルフィーナを出産した。2018年2月7日、彼女は恋人のベンジャミン・ビクーニャとの間にもう1人の娘マグノリア・ヴィクーナ・スアレスを出産した。

## 経歴
スアレスは11歳の時、連続テレビ番組『Rincón de Luz』で女優デビューを果たし、その番組では子役の一人だった。2004年に、彼女は連続テレビ番組『フロリシエンタ』でクララの妹という端役を演じた。1年後、彼女はアルゼンチンの『Amor mío』に、そして2006年には『Amo de casa』というシットコムに出演した。
2007年から2010年にかけて、スアレスは連続テレビ番組『Casi Ángeles』で Jazmín"Jaz"Romero役を演じ、改作の舞台劇も演じた。この番組からスアレスがメンバーを務めた音楽グループのティーン・エンジェルズが立ち上げられた。 2011年初頭にスアレスはこのバンドを離脱するも、後にCasi Ángelesでの演技が評価されてキッズ・チョイス・アワード・アルゼンチンの「フェイバリット女優」賞を受賞した。
2011年から2012年にかけて、スアレスは『Los Únicos』出演者の一人だった。 彼女は後に連続ミニドラマ『30 días juntos』でニコラス・パウルスと共に主演を務めた。
2013年、スアレスはコメディ番組『Solamente vos』にてCasi Ángelesでも共演したラリ・エスポシトと仕事をした。2014年には、テレビ小説『Camino al amor』でマリアーノ・マルティネス、セバスティアン・エステバネス、カリーナ・ザンピーニと共に主演を務めた。また2014年には、テレフェで放送されたモノマネ歌番組『Tu cara me suena』第2期で出演を打診され、そこでは映画『ムーランルージュ』からニコール・キッドマンのマネをした。このほかスアレスは、ダビッド・ビスバルの「Hoy」というミュージックビデオでも主演した。
2015年、スアレスは小説の映画化作品『アブスルダ －愚かな恋－』で銀幕デビューを果たした。本作での演技が評価されて、彼女はスール賞を最優秀新人女優部門で受賞した。7月にはプラティーノ賞(Premios Platino)のアルゼンチン映画大使を務めた。この年に彼女は、ジャケット、ブラウス、パンツ、トップス、ドレス、財布、ネックレスなどを手掛ける独自の衣料品ブランドも立ち上げた。
2016年、スアレスは恋愛コメディ『El hilo rojo』で主演し、共演者がベンジャミン・ヴィクーニャだった（この二年後、私生活でも2人の間に娘マグノリアができる）。彼女はまた、アニメ映画『SING/シング』のアルゼンチン版でミーナ役の声優を務めた。
2017年、スアレスはガブリエル・ロロンの小説に基づく映画『Los padecientes』で、再びヴィクーニャと共に主演を務めた。
2019年、スアレスはテレビ歴史小説『Argentina, tierra de amor y venganza（直訳:アルゼンチン,愛と復讐の国）』でテレビ画面に戻ってきた。作中で彼女は、富豪の男性と結婚するという約束で騙されてアルゼンチンに向かったところ実際には売春目的で連れて来られたポーランド人女性Raquelの役を演じた。その後、スアレスは『Tu parte del trato』シリーズで主演を務め、女性警察官役を演じた。

## 出演作品

### 映画
| 年   | 題名                                    | 役名               |
| ---- | --------------------------------------- | ------------------ |
| 2015 | アブスルダ －愚かな恋－ (Abzurdah)      | シエロ・ラティーニ |
| 2016 | El hilo rojo                            | Abril              |
| 2016 | SING/シング (Sing)                      | ミーナ             |
| 2017 | Los padecientes                         | Paula Vanussi      |
| 2017 | ゲット・アライブ (Sólo Se Vive Una Vez) | フラヴィア         |
| 2019 | Así habló el cambista                   | Graciela           |
| 2019 | Pacto de fuga                           | Lucía              |
| 2020 | Hasta el cielo ida y vuelta             |                    |

### テレビ番組
| 年        | 題名                                 | 放送局         | 役名                                          |
| --------- | ------------------------------------ | -------------- | --------------------------------------------- |
| 2003      | Rincón de luz                        | Canal 9        | Pía                                           |
| 2004-2005 | フロリシエンタ (Floricienta)         | エルトレセ     | Paz                                           |
| 2005      | Amor mio                             | テレフェ       | Violeta                                       |
| 2006      | Amo de casa                          | Canal 9        | Catalina                                      |
| 2007-2010 | Casi Ángeles                         | テレフェ       | Jazmín Romero                                 |
| 2011-2012 | Los Unicos                           | Canal 13       | Sofía Reyes                                   |
| 2012      | 30 días juntos                       | Cosmopolitan   | Leni                                          |
| 2013      | Solamente vos                        | エルトレセ     | Julieta Cousteau                              |
| 2014      | Camino al amor                       | テレフェ       | Pía Arriaga                                   |
| 2018      | Sandro de América                    | テレフェ       | Susana Giménez                                |
| 2018      | Sitiados                             | テレフェ       | マルガリータ・デ・アウストリア (スペイン王妃) |
| 2019      | Argentina, tierra de amor y venganza | エルトレセ     | Raquel Liberman                               |
| 2019      | Otros pecados                        | エルトレセ     | ナレーター                                    |
| 2019      | El jardín de bronce                  | HBO/エルトレセ | 弁護士                                        |
| 2019      | Berko: el arte de callar             | FOX/TVN        | 報道記者                                      |
| 2019      | Tu parte del trato                   | エルトレセ/TNT | 女性警察官                                    |
| 2019      | Héroes invisibles                    |                |                                               |
| 2020      | 62: Historia de un mundial           |                | Nélida Lobato                                 |
| 2020      | Solitarios anónimos                  |                |                                               |

### 音楽アルバム
| 年   | 題名                            |
| ---- | ------------------------------- |
| 2003 | Rincón de luz                   |
| 2007 | Teen Angels                     |
| 2008 | Teen Angels 2                   |
| 2009 | Teen Angels 3                   |
| 2010 | Teen Angels 4                   |
| 2010 | La Historia                     |
| 2012 | 30 días juntos - opening theme. |
| 2015 | Trátame suavemente              |
| 2016 | You Know I'm No Good            |

## 受賞歴
| 年      | 賞                                       | 部門                                  | 対象                        | 備考                         | 結果       |
| ------- | ---------------------------------------- | ------------------------------------- | --------------------------- | ---------------------------- | ---------- |
| 2008    | CAPIFAward                               | 映画/テレビ出身バンドのベストアルバム | 『Teen Angels 2』           | ティーン・エンジェルズと共に | ノミネート |
| 2009-10 | Los 40 Principales Award                 | アルゼンチン最優秀アーティスト        | ティーン・エンジェルズ      | ティーン・エンジェルズと共に | 受賞       |
| 2011    | キッズ・チョイス・アワード・アルゼンチン | フェイバリッド女優                    | 『Casi Ángeles』            | 『Casi Ángeles』と共に       | 受賞       |
| 2011    | キッズ・チョイス・アワード・アルゼンチン | 最優秀新人女優                        | 『Casi Ángeles』            | 『Casi Ángeles』と共に       | ノミネート |
| 2013    | キッズ・チョイス・アワード・アルゼンチン | Twitter Star of the Year              | 本人                        |                              | ノミネート |
| 2015    | スール賞                                 | 最優秀女優                            | 『アブスルダ －愚かな恋－』 |                              | ノミネート |
| 2015    | スール賞                                 | 最優秀新人女優                        | 『アブスルダ －愚かな恋－』 |                              | 受賞       |
| 2016    | アルゼンチン映画批評家協会賞             | 最優秀新人女優                        | 『アブスルダ －愚かな恋－』 |                              | ノミネート |